# Alamosa, Colorado
Alamosa, Colorado là một thành phố thuộc quận Alamosa trong tiểu bang Colorado, Hoa Kỳ. Thành phố có dân số theo điều tra năm 2000 của Cục điều tra dân số Hoa Kỳ là 7960 người.